# XV Congresso del Partito Socialista Italiano
Il XV Congresso del Partito Socialista Italiano si tenne a Roma dal 1° al 5 settembre 1918. Al termine del Congresso prevale la corrente ordinaria che punta ad una campagna contro la guerra ed un programma di annientamento del capitalismo.